# Xylochia stegonsporioides
Xylochia stegonsporioides är en svampart som beskrevs av B. Sutton 1983. Xylochia stegonsporioides ingår i släktet Xylochia, divisionen sporsäcksvampar och riket svampar.   Inga underarter finns listade i Catalogue of Life.